# IC 2054
IC 2054 је спирална галаксија у сазвјежђу Трпеза која се налази на листи објеката дубоког неба у Индекс каталогу.
Деклинација објекта је - 78° 15' 13" а ректасцензија 4h 7m 26,7s. Привидна величина (магнитуда) објекта IC 2054 износи 15,6 а фотографска магнитуда 16,4. IC 2054 је још познат и под ознакама ESO 15-7, PGC 14497.